# Milli Vanilli
Milli Vanilli fue un dúo alemán de pop y R&B contemporáneo compuesto por Rob Pilatus y Fab Morvan bajo la producción de Frank Farian. Su debut en 1988, Girl You Know It's True, vendió más de 7 millones de copias a nivel mundial y les permitió ganar el Grammy al mejor artista revelación en 1990. Sin embargo, su carrera terminó ese año al descubrirse que Morvan y Pilatus no habían grabado ninguna de sus canciones, limitándose a hacer playback y prestar su imagen en el escenario. Son el primer grupo en la historia de los Grammy al que le han retirado el galardón.

## Historia

### Creación de Milli Vanilli

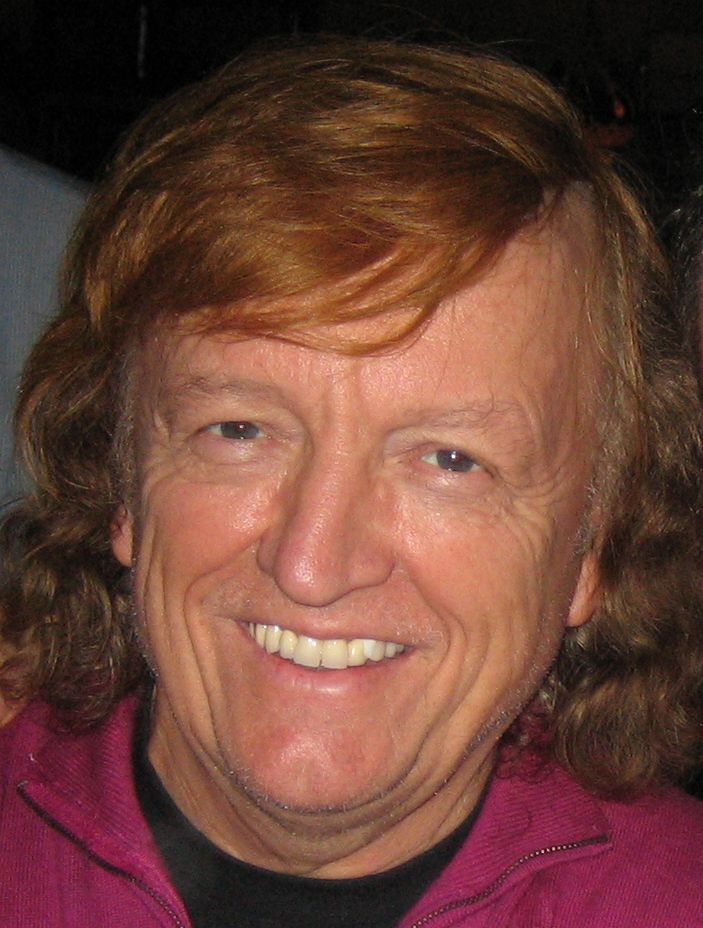
Frank Farian fue el creador de Milli Vanilli.

Milli Vanilli fue un dúo formado por el alemán Rob Pilatus (1965-1998), bailarín de break dance y futbolista amateur; y el francés Fab Morvan (1966), quien emigró a Alemania para trabajar como modelo. Ambos se conocieron en una discoteca de Múnich y se asociaron como bailarines de apoyo de otros artistas; por ejemplo, Rob salió al escenario con el grupo Wind en el Festival de Eurovisión 1987 y en el videoclip de la canción Soul Survivor de C.C. Catch. Además, ese mismo año Rob y Fab formaron el trío electropop Empire Bizarre.
En paralelo el productor alemán Frank Farian, famoso por su trabajo con Boney M., estaba preparando una nueva formación musical para dejar atrás el sonido disco de los años 1970. Un DJ de Fráncfort le entregó un vinilo de Numarx, un desconocido grupo de R&B de Maryland, con la canción Girl You Know It's True que sonaba en las discotecas de los militares estadounidenses en Alemania. Sobre ese tema, Farian introdujo nuevas bases, instrumentos musicales y unas voces que correspondían a los exmilitares Brad Howell y Charles Shaw.
Farian ya conocía a Rob Pilatus por su trabajo como bailarín de televisión, así que le propuso crear un dúo musical con su amigo Fab en el que sólo tendrían que bailar, hacer playback y prestar su imagen a las canciones que el mismo Farian componía y otros cantaban. El hecho de que Rob y Fab fueran de raza negra suponía una ventaja, pues Farian quería que se asemejaran lo más posible a un auténtico grupo de R&B estadounidense; y a pesar de que ninguno de los dos sabía hablar bien inglés, el productor les escogió sobre los cantantes originales porque su imagen era «más joven y atractiva». El contrato fue firmado en enero de 1987 y Farian se encargó de promocionarles como un grupo para adolescentes, aprovechando su reputación en la industria discográfica germana. El término «Milli Vanilli» es una referencia al apodo de la esposa de Frank, aunque en su momento se vendió como «un nombre turco».
Los cantantes de estudio eran Brad Howell, Charles Shaw y las gemelas Jodie y Linda Rocco como coristas. Ninguno de ellos figuraba en los libretos de los álbumes europeos. Shaw acabó marchándose del proyecto por desencuentros con Farian y fue reemplazado por John Davis.

### Éxito internacional
El sencillo Girl You Know It's True salió a la venta el 25 de junio de 1988 y se convirtió en un éxito de ventas. Además de lograr un disco de oro en Alemania, fue número 1 en Austria, España y Estados Unidos, así como una de las canciones del verano en Francia, Reino Unido y los países escandinavos. Meses después le siguió Baby Don't Forget My Number, compuesto por Farian, Howell y Diane Warren, que tras publicarse el 10 de diciembre de 1988 fue número 1 en el Billboard Hot 100. La aceptación del público europeo motivó que la discográfica estadounidense Arista Records, subsidiaria de Sony Music, les contratase para editar discos en Norteamérica, y en ese momento las cifras se dispararon hasta los 7 millones de copias vendidas (disco de platino), en parte gracias al surgimiento de canales musicales como MTV.
En Europa, el álbum de debut All or Nothing salió a la venta en noviembre de 1988 bajo el sello Hansa Records, mientras que hubo una versión exclusiva para Reino Unido llamada 2×2 (1989) con un disco extra de remezclas. De aquel trabajo se extrajeron dos sencillos más: Girl I'm Gonna Miss You y Blame It on the Rain. En Estados Unidos, el disco original fue reeditado como Girl You Know It's True el 7 de marzo de 1989.
Cabe destacar que en la versión estadounidense de cada disco se presentaba expresamente los nombres de Morvan y Pilatus como cantantes de los temas, algo que no sucedió en Europa y que acabaría impulsando las acusaciones de fraude. En diciembre de 1989, el solista Charles Shaw contó a un periodista del diario neoyorquino Newsday que él y otra persona eran los cantantes verdaderos. Sin embargo, en su momento no trascendió la acusación: Shaw dijo ser amenazado por Farian con una demanda, Farian alegó haber pagado a Shaw para que se retractara públicamente.
Al principio, Rob y Fab no levantaban sospechas entre la prensa porque su fama se limitaba a Europa, donde Farian podía controlar conciertos y entrevistas. Sin embargo, al llegar a Estados Unidos sorprendieron por su nivel de inglés con un marcado acento alemán, a diferencia de las voces con acento estadounidense del disco. La entrada de Arista Records hizo que Farian perdiera cierto control sobre el dúo, y éstos comenzarían a frecuentar fiestas, protagonizar varios incidentes y mostrar un escaso interés musical en las entrevistas. En contra de los deseos de Farian como productor, Milli Vanilli aceptó realizar una gira de conciertos en Estados Unidos donde estuvieron a punto de ser descubiertos; a finales de 1989, cuando actuaban en Bristol (Connecticut), hubo un fallo del playback con repetición en bucle del estribillo de Girl You Know It's True.

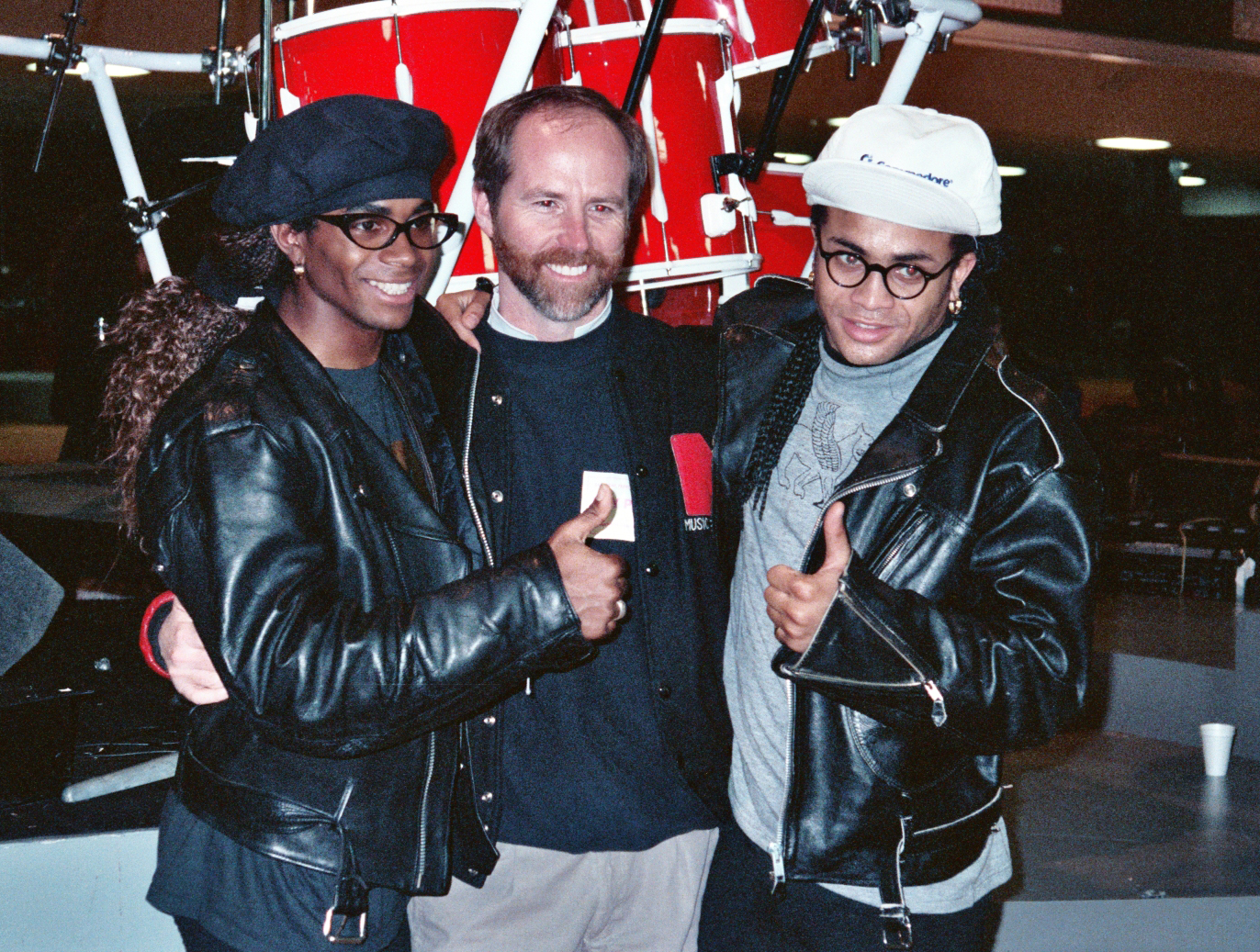
Fab Morvan y Rob Pilatus posan con Mike Greene en los ensayos de los Premios Grammy de 1990.

En enero de 1990, Milli Vanilli obtuvo tres premios American Music Awards (AMA) al mejor artista revelación, a la mejor canción pop (Girl You Know It's True) y al mejor artista revelación en R&B. Y el 21 de febrero, en la 32.ª entrega de los Premios Grammy, fueron galardonados al mejor artista novel. En aquella época, Rob Pilatus llegó a decir a la revista Time que Milli Vanilli tenía «más talento que Bob Dylan, Paul McCartney y Mick Jagger».

### Descubrimiento del fraude
A los rumores sobre la autoría real de Milli Vanilli se sumó el hecho de que Fab y Rob estaban presionando a Frank Farian para grabar un nuevo álbum con sus propios temas y voces, muy distintas a las del álbum de debut. Farian lo rechazó de plano ya que tal proyecto hubiese supuesto la pérdida del control creativo y no les veía capaces de componer. Con la relación entre ambas partes completamente rota, el creador del proyecto decidió desvelar la verdad en una comparecencia ante la prensa en Nueva York.
El 12 de noviembre de 1990, Farian admitió públicamente que Morvan y Pilatus no eran los verdaderos cantantes de Milli Vanilli, sino que prestaban su imagen y hacían playback sobre canciones interpretadas por otras personas. La reacción en Estados Unidos fue inmediata: además de la decepción de los seguidores y la repercusión internacional, la organización de los Premios Grammy retiró a Milli Vanilli el galardón concedido en febrero aunque conservaron el American Music Awards solo porque éste premiaba la popularidad y no la calidad artística. Por su lado, Arista Records eliminó todo su catálogo, haciendo imposible conseguir nuevas copias, y en un primer momento trató de negar su implicación en el engaño. Sin embargo, tanto Farian como los cantantes dejaron claro que la discográfica lo sabía antes de la firma del contrato. En la rueda de prensa donde devolvieron el Grammy, el dúo trató de culpar a Farian y Rob Pilatus pidió disculpas a toda la gente que pudo sentirse engañada alegando Morvan, tiempo después, que esta práctica del playback era habitual en el Europop
La revelación de Farian supuso el final de Milli Vanilli y condenó a sus dos miembros al ostracismo artístico. Si bien Fab Morvan no tuvo problemas en adaptarse a la nueva situación y reinventarse como locutor o bailarín, Rob Pilatus sufrió con la pérdida de fama e incluso intentó suicidarse a finales de 1991. Arista Records tuvo que enfrentar hasta 27 procesos judiciales por presunto fraude a seguidores descontentos que querían el reembolso de sus entradas anticipadas y álbumes debiendo acceder a un plan judicial de devolución de dinero por entradas y álbumes.

## Milli Vanilli tras el escándalo

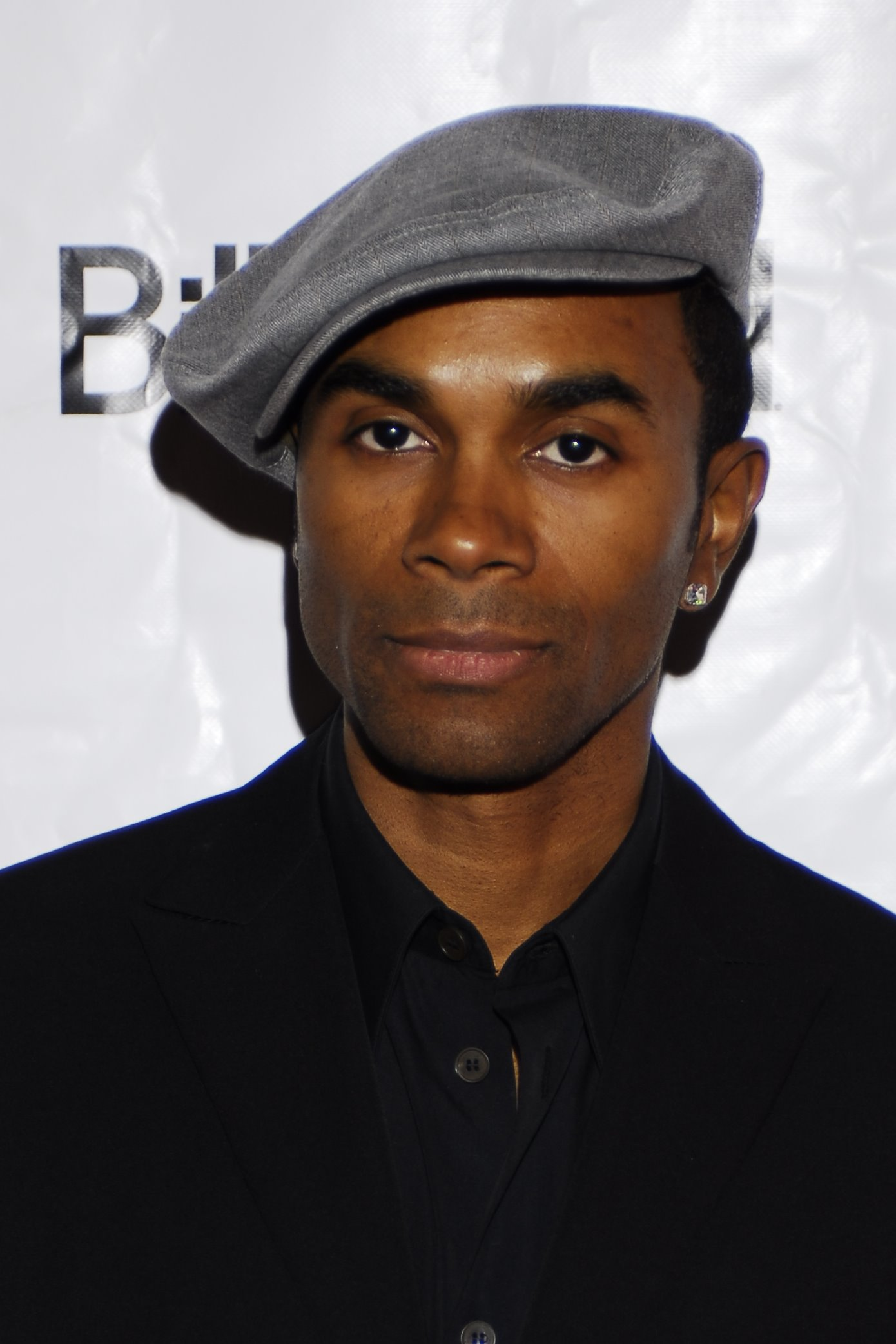
Fabrice Morvan en una gala benéfica (2007).

En 1991, Frank Farian impulsó el grupo The Real Milli Vanilli con los cinco cantantes que realmente interpretaban los temas de Milli Vanilli. Sin embargo su álbum (titulado irónicamente Moment of Truth) no tuvo el éxito esperado y su circulación quedó limitada a Europa. Para Estados Unidos se regrabaron varios temas a cargo de otros artistas y se hizo una reedición bajo el nombre Try 'N' B, que también obtuvo escasa repercusión. Debido al fracaso, esta nueva agrupación se disolvió ese mismo año de su creación. 
En lo que respecta a Rob Pilatus y Fab Morvan, formaron el dúo Rob & Fab y lanzaron en 1992 un nuevo disco que solo pudo salir en Estados Unidos por restricciones presupuestarias. En esta ocasión ellos eran los verdaderos intérpretes de las canciones. No obstante, se vendieron poco menos de 3.000 copias en todo Estados Unidos y ambos dejaron de hablarse durante una temporada.
Tras el fiasco de Rob & Fab, Fab Morvan estableció su residencia en Los Ángeles y se dedicó a presentar programas de radio y eventos públicos. Por el contrario, Rob Pilatus protagonizó diversos delitos de vandalismo, consumo de drogas y asalto por los que incluso fue encarcelado varios meses en 1996. Este episodio motivó que Morvan retomara su amistad con Pilatus y llegara a pagarle un semestre en una clínica de desintoxicación.
Pilatus regresó sin dinero a Alemania para afrontar la rehabilitación con ayuda de su familia y de Frank Farian, Farian había hecho las paces con Rob y Fab y pensaba recuperar Milli Vanilli con un nuevo álbum, Back and in Attack, en el que ellos serían los intérpretes originales. Sin embargo, el 2 de abril de 1998, Rob Pilatus fue hallado muerto en un hotel de Fráncfort por sobredosis. aunque Morvan negó las versiones sobre tal relanzamiento con apoyo de Farian.
Frank Farian se dedicó a la producción de nuevos grupos de electropop como La Bouche y No Mercy dentro del esquema del Eurodance aunque sin repetir grandes éxitos en Estados Unidos, mientras que Fab Morvan sigue ligado al mundo del espectáculo. De hecho, en 2016 Morvan ha vuelto a actuar como The Milli Vanilli Experience junto con John Davis, uno de los cantantes de estudio del grupo original. En 2006, Hansa Records publicó un recopilatorio de grandes éxitos. John Davis falleció en mayo de 2021, a los 66 años, a causa de COVID-19.

## Discografía

### Álbumes
- Girl You Know It's True (1989)

### Sencillos
- Girl you know it´s true (1988)
- Baby don't forget my number (1989)
- Blame it on the rain (1989)
- Girl I'm Gonna Miss You (1989)
- All or nothing (1990)
- Keep on running (1990)